# Rita Mae Brown
Rita Mae Brown (Hanover, Pennsylvania, 28 november 1944) is een Amerikaans schrijfster van romans en scenario’s. Ze is het meest bekend van haar lesbische bildungsroman Rubyfruit Jungle uit 1973, die als een klassieker in het genre wordt beschouwd.

## Biografie
Rita Mae Brown werd in 1944 geboren in Hanover, Pennsylvania, als dochter van een ongehuwde tienermoeder die haar ter adoptie opgaf aan Ralph en Julia Brown. Rita Mae was leergierig en kon op haar derde al lezen. De bibliotheekpas die ze op haar vijfde kreeg was dan ook wel aan haar besteed.
Op haar elfde verhuisde het gezin naar Fort Lauderdale, Florida, waar Rita Mae de middelbare school bezocht. Ze maakte zich zeer verdienstelijk door zitting te nemen in de leerlingenraad en stukken voor het schooltoneel te schrijven. In haar tienerjaren begon Rita Mae te experimenteren met haar seksualiteit en ontdekte dat haar voorkeur meer naar meisjes dan naar jongens uitging. Dat bleef niet zonder consequenties: toen de vader van haar vriendinnetje de liefdesbrieven vond die Rita Mae aan zijn dochter had geschreven, werd ze uit de leerlingenraad gezet.
Na het behalen van haar diploma ging ze in 1962 naar de Universiteit van Florida waar ze politiek actief werd en gedreven campagne voerde voor gelijke rechten en tegen maatschappelijke segregatie van Afro-Amerikanen. Haar sympathie voor figuren als Martin Luther King werd haar niet in dank afgenomen en haar beurs werd ingetrokken. Dit had tot gevolg dat ze de universiteit moest verlaten.
Ze vertrok naar New York waar ze enige jaren in armoede doorbracht, maar uiteindelijk doorging met studeren aan de New York University. Haar politieke bevlogenheid was er ondanks haar negatieve ervaringen niet minder op geworden. Ze was actief in de beweging tegen de Vietnamoorlog en richtte in 1967 de Student Homophile League op. Dit was de eerste homoseksuele studentenvereniging in heel Amerika. Ze was bovendien als een van de weinige vrouwen betrokken bij de Stonewall-rellen op 27 juni 1969 in Greenwich Village in New York. Ook was ze al vroeg lid van de National Organization of Women (NOW), die opkwam voor de rechten van de vrouw. Op den duur raakt ze echter teleurgesteld in deze organisatie, omdat men weigerde om zich ook hard te maken voor de rechten van lesbiennes. Daarom verruilde ze in 1970 NOW voor meer liberale feministische groepen als de Redstockings en het Furies Collective.
In de tussentijd studeerde ze niet zonder succes: Ze behaalde BA’s in klassieke talen en Engels, een diploma aan de New York School of Visuals Arts en een PhD in politicologie.
In 1973 publiceert ze haar eerste roman, het semi-autobiografische Rubyfruit Jungle. Het boek werd een groot succes. Het werd een wereldwijde bestseller en een klassieker, waardoor ze een belangrijke rol binnen de homobeweging kon gaan spelen. Nu er was bewezen dat lesbische romans goed konden verkopen, ging Rita Mae zich volledig op het schrijven richten.
In 1979 kreeg Rita Mae een relatie met de tennisster Martina Navrátilová voor wie zij haar toenmalige partner, de actrice Fannie Flagg, in de steek liet. Er was veel publieke belangstelling voor het bekende paar en toen Rita Mae door Martina werd verlaten voor Judy Nelson werd dit in de media breed uitgemeten. Rita Mae vertrok daarna naar Hollywood om zich bezig te gaan houden met het schrijven van film- en televisiescenario's.
Inmiddels woont ze al meer dan twintig jaar op een boerderij in Charlottesville, Virginia en blijft ze met grote regelmaat publiceren.

## Rubyfruit Jungle
Hoewel Rita Mae Brown een bewogen leven van politiek activisme achter zich heeft en een omvangrijk oeuvre heeft opgebouwd van poëzie, historische en lesbische romans, detectives, essays en scenario’s, is ze toch het meest bekend van haar literaire debuut Rubyfruit Jungle.
Het hoofdpersonage is Molly Bolt, die geadopteerd is door een arme familie uit Pennsylvania. Ze is een opvallende schoonheid en zich van jongs af aan bewust van het feit dat ze op vrouwen valt. Het verhaal volgt haar groeiproces en rijping als vrouw en lesbienne. Haar eerste vriendinnetje heeft ze op de lagere school en op de middelbare school in Florida heeft ze een relatie met een cheerleader. Door pure wilskracht weet ze een beurs voor de Universiteit van Florida in de wacht te slepen, waar ze echter na een jaar verwijderd wordt omdat ze een relatie heeft met haar kamergenote. Daarop besluit ze naar New York te gaan om een filmopleiding te gaan volgen.
Rubyfruit Jungle is een bildungsroman en de hoofdpersoon is niet alleen expliciet lesbisch, ze heeft daar bovendien voor zichzelf geen problemen mee. Het feit dat de jonge lesbienne geen gewetenswroeging en zelfhaat kent of in grote psychische nood verkeert, was in 1973 een noviteit. Bovendien was het een van de eerste romans met lesbische thematiek waarin de stereotiepe butch/femme-dichotomie werd doorbroken. Rubyfruit Jungle was daardoor bepalend voor de vorming van het genre.

### Poëzie
- 1971 The Hand that Cradles the Rock
- 1973 Songs to a Handsome Woman

### Lesbische romans
- 1973 Rubyfruit Jungle/ Rubyfruit jungle: de avonturen van Molly Bolt. ISBN 90-351-0077-8, ISBN 90-351-1099-4, ISBN 90-351-1474-4, ISBN 90-5713-147-1, ISBN 90-5713-503-5, ISBN 90-6019-524-8
- 1976 In Her Day / In haar tĳd. ISBN 90-5713-049-1, ISBN 90-5713-254-0, ISBN 90-6019-793-3
- 1978 Six of One / Koningin van Amerika. ISBN 90-351-0535-4, ISBN 90-351-1545-7, ISBN 90-5713-288-5, ISBN 90-6019-599-X, ISBN 90-6019-948-0
- 1983 Sudden Death / Zwaar verlies. ISBN 90-351-0098-0, ISBN 90-351-1371-3, ISBN 90-5713-049-1
- 1988 Bingo / Bingo. ISBN 90-351-1594-5, ISBN 90-5713-163-3, ISBN 90-5713-288-5
- 1993 Venus Envy / Venusnĳd. ISBN 90-351-1312-8, ISBN 90-5713-010-6
- 2000 Loose Lips / Loslippig. ISBN 90-351-2111-2
- 2001 Alma Mater

### Historische romans
- 1982 Southern Discomfort / Het bitterzoete zuiden. ISBN 90-351-0605-9, ISBN 90-351-1570-8, ISBN 90-6019-923-5
- 1986 High Hearts
- 1994 Dolley
- 1996 Riding Shotgun / De vrouwenjager. ISBN 90-351-1704-2

### Detectives
Mrs. Murphy-serie:
- 1990 Wish You Were Here / Was jĳ maar hier. ISBN 90-245-1309-X, ISBN 90-5860-102-1
- 1992 Rest In Pieces / Bĳ stukjes en beetjes. ISBN 90-245-2301-X, ISBN 90-5860-103-X
- 1994 Murder at Monticello / Moord op Monticello. ISBN 90-245-2503-9
- 1995 Pay Dirt or Adventures at Ash Lawn / Vals spel. ISBN 90-5860-078-5
- 1996 Murder, she meowed
- 1999 Cat on the Scent
- 1999 Sneaky Pie's Cookbook
- 2000 Pawing Through the Past
- 2001 Claws and Effect
- 2002 Catch as Cat Can
- 2003 The Tail of the Tip-Off
- 2004 Whisker of Evil
- 2005 Cat's Eyewitness
- 2006 Sour Puss
- 2007 Puss 'n Cahoots
- 2008 The Purrfect Murder
- 2008 Santa Clawed
- 2010 Cat of the Century
- 2011 Hiss of Death
- 2012 The Big Cat Nap
- 2012 Sneaky Pie for President

Sister Jane-serie:
- 2000 Outfoxed
- 2002 Hotspur
- 2003 Full Cry

### Filmscenario’s
- Table Dancing, origineel scenario voor Universal Pictures
- Sweet Surrender, origineel scenario voor Twentieth Century Fox
- Ruby Fruit Jungle, boekbewerking
- Six of One, boekbewerking
- Southern Discomfort, boekbewerking voor Margot Kidder & Godmother Productions
- Thursdays 'til Nine, origineel scenario voor Walt Disney Productions
- Room to Move and Sleepless Night, origineel scenario voor New World Productions

### Televisie-scripts
- 1981 I Love Liberty
- 1985 The Long Hot Summer
- 1985 My Two Loves
- 1986 The Alice Marble Story
- 1987 The Mists of Avalon
- 1987 Nora's Ark
- 1988 The Girls of Summer
- 1989 Rich Men, Single Women
- 1989 Selma, Lord, Selma
- 1990 Home, Sweet Home
- 1990 Southern Exposures
- 1991 The Lucy Story
- 1991 Werewolf Concerto
- 1992 The Woman Who Loved Elvis
- 1993 Gluttony/The Seven Deadly Sins
- 1993 The Nat Turner Story
- 1994 The Wall
- 1994 A Family Again
- 1997 Mary Pickford

### Overig
- 1961 Hrotsvitha: Six Medieval Latin Plays (toneel)
- 1976 A Plain Brown Rapper (politieke essays)
- 1988 Starting From Scratch (instructieboek voor schrijvers)
- 1997 Rita Will: Memoir of a Literary Rabble-Rouser (autobiografie) / Onecht kind: de autobiografie van Rita Mae Brown. ISBN 90-351-1922-3

- Bibsys: 90147898
- Bibliothèque nationale de France: cb118942184 (data)
- Catàleg d'autoritats de noms i títols de Catalunya: 981058514198206706
- CiNii: DA06181360
- Gemeinsame Normdatei: 11922321X
- International Standard Name Identifier: 0000 0001 1083 8550
- Library of Congress Control Number: n50039592
- Bibliotheek van het Japanse parlement: 00434577
- Nationale Bibliotheek van Tsjechië: xx0196438
- Nationale bibliotheek van Australië: 35022834
- Nationale Bibliotheek van Israël: 987007314053205171
- Nederlandse Thesaurus van Auteursnamen: 069123314
- Réseau des bibliothèques de Suisse occidentale: 02-A003048552
- SNAC: w6zw1rqc
- Système universitaire de documentation: 03241675X
- Trove: 796837
- Virtual International Authority File: 112278657
- WorldCat: E39PBJgRWcDgGR6JwxP8QJVgrq